# Johann Kruse (Politiker)
Johann Heinrich Julius Kruse († 1926 in Bremen) war ein deutscher Schlosser und Politiker (SPD).

## Biografie
Kruse  besuchte die Volksschule und erlernte den Beruf eines Schlossers. Später war er als Gastwirt in Bremen tätig.
Politik
Er trat in die Sozialistische Arbeiterpartei Deutschlands (SAP) ein.
Von 1899 bis 1918 war er für die SPD in der 11. bis 16. Legislaturperiode Abgeordneter der Bremischen Bürgerschaft und 1919/20 Mitglied der verfassungsgebenden Bremer Nationalversammlung.